# لورنس أوين
لورنس أوين (بالإنجليزية: Laurence Owen)‏ هي متزلجة فنية أمريكية، ولدت في 9 مايو 1944 في بيركيلي في الولايات المتحدة، وتوفيت في 15 فبراير 1961 في بروكسل في بلجيكا.

## وصلات خارجية
- لورنس أوين على موقع أوليمبيديا (الإنجليزية)